# XXXVI. Gebirgs-Armeekorps
XXXVI. Gebirgs-Armeekorps var en tysk armékår för strid i bergsterräng under andra världskriget. Kåren sattes upp den 18 november 1941.

## Befälhavare
Kårens befälhavare:
- General der Infanterie Karl Weisenberger30 november 1941–1 augusti 1944
- General der Gebirgstruppe Emil Vogel10 augusti 1944–1 maj 1945